# Herbert Pribyl
Herbert Pribyl (* 1961 in Wien) ist ein österreichischer Sozialwissenschaftler und Theologe.

## Leben
Nach der Matura 1980 studierte er von 1980 bis 1989 katholische Fachtheologie und selbständige Religionspädagogik, Philosophie und Rechtswissenschaften an der Universität Wien und 1983/84 an der Päpstlichen Universität Gregoriana in Rom. Er wurde 1985 an der Universität Wien zum Magister der Fachtheologie spondiert. Ebenda wurde er 1989 zum Doktor der Theologie promoviert, 2000 zum Magister der selbständigen Religionspädagogik spondiert und 2003 zum Doktor der Philosophie promoviert. Seit 1987 arbeitet er in der Bibliothek der Wirtschaftskammer Wien. Als Lehrbeauftragter für Philosophie und Anthropologie wirkte er von 1993 bis 1994 an der Religionspädagogischen Akademie der Erzdiözese Wien. 1997 wurde ihm der Kardinal-Innitzer-Förderungspreis für Sozial- und Wirtschaftswissenschaften verliehen. An der Universität Wien lehrte er als Lehrbeauftragter am Institut für Politikwissenschaft der Grund- und Integrativwissenschaftlichen Fakultät (1993–2002) und am Institut für Ethik und Sozialwissenschaften der Kath.-Theol. Fakultät (1995–1996). Seit Oktober 2000 lehrt er als Professor christliche Gesellschaftslehre und Sozialethik an der Hochschule Heiligenkreuz.

## Schriften
- Sozialpartnerschaft in Österreich. Mit einer Einführung von Alfred Klose. Verl. A. Schendl, Wien 1991, ISBN 3-85268-102-2 (zugleich Dissertation, Wien 1989).
- Interessenverfolgung und Interessenausgleich am Beispiel des europäischen Integrationsprozesses. Österr. Wirtschaftsverl., Wien 1995, ISBN 3-85212-080-2.
- Lobbying in der Europäischen Union und in Österreich (= SWA-Studienarbeit, Nr. 113) Sozialwissenschaftliche Arbeitsgemeinschaft, Wien 1997, OCLC 722371935.
- als Herausgeber: Shareholder-value. Wirtschaftswachstum, Einkommens- und Vermögensverteilung im Lichte christlicher Wirtschaftsethik. Biblos, Wien 2000, ISBN 83-87952-46-X.
- als Herausgeber mit János Goják: Verständigung und Zusammenarbeit – Versöhnungswege in Mittel- und Südosteuropa. Justitia et Pax, Budapest 2002, ISBN 963-00-9613-7.
- als Herausgeber mit Helmut Renöckl: Neues (Mittel-)Europa. Chancen und Probleme der EU-Erweiterung in christlich-sozialethischer Perspektive. Biblos, Wien 2003, ISBN 83-7332-116-0.
  - als Herausgeber mit Helmut Renöckl: Neues (Mittel-)Europa. Chancen und Probleme der EU-Erweiterung in christlich-sozialethischer Perspektive. 2. unveränderte Aufl., Biblos, Wien 2004, ISBN 83-7332-178-0.
- Freizeit und Sonntagsruhe. Zur ethischen Relevanz der Freizeit unter besonderer Berücksichtigung der Sonntagsruhe. Echter-Verl., Wien 2005, ISBN 3-429-02681-4 (zugleich Dissertation, Wien 2003).
- als Herausgeber mit Helmut Renöckl: Was macht Europa zukunftsfähig? Sozialethische Perspektiven Echter-Verl., Würzburg 2004, ISBN 3-429-02632-6.
- als Herausgeber: Wirtschaft und Ethik. Die Österreichische Schule der Nationalökonomie und die Wiener Schule der Naturrechtsethik (= Schriftenreihe des Instituts für Ethik und Moraltheologie an der Phil.-Theol. Hochschule Benedikt XVI. Heiligenkreuz, Bd. 1). Be&Be-Verl., Heiligenkreuz 2009, ISBN 978-3-902694-00-3.
  - als Herausgeber: Wirtschaft und Ethik. Die Österreichische Schule der Nationalökonomie und die Wiener Schule der Naturrechtsethik (= Schriftenreihe des Instituts für Ethik und Moraltheologie an der Phil.-Theol. Hochschule Benedikt XVI. Heiligenkreuz, Bd. 1). 2. unveränderte Aufl., Be&Be-Verl., Heiligenkreuz 2010, ISBN 978-3-902694-00-3.
- als Herausgeber: Terrorismus – eine apokalyptische Bedrohung? Das Phänomen „Terrorismus“ in interdisziplinärer Sicht (= Schriftenreihe des Instituts für Ethik und Moraltheologie an der Phil.-Theol. Hochschule Benedikt XVI. Heiligenkreuz, Bd. 2). Be&Be-Verl., Heiligenkreuz 2010, ISBN 978-3-902694-21-8.
- als Herausgeber: Die neue Weltwirtschaftskrise. Lösungsansätze aus christlich-ethischer Sicht (= Schriftenreihe des Instituts für Ethik und Sozialwissenschaften an der Phil.-Theol. Hochschule Benedikt XVI. Heiligenkreuz, Bd. 1). Be&Be-Verl., Heiligenkreuz 2013, ISBN 978-3-902694-50-8.
- als Herausgeber mit Christian Machek: Das Naturrecht. Quellen und Bedeutung für die Gegenwart (= Schriftenreihe des Instituts für Ethik und Sozialwissenschaften an der Phil.-Theol. Hochschule Benedikt XVI. Heiligenkreuz, Bd. 2). Be&Be-Verl., Heiligenkreuz 2015, ISBN 978-3-902694-84-3.